# 홍이주
홍이주는 대한민국의 배우이다.

## 학력
- 서울예술대학 연기과

## 출연작

### 영화
- 《럭키 몬스터》 (2020년) - 다방 직원 역 (우정출연)
- 《롱 리브 더 킹: 목포 영웅》(2019년) - 알바생 인터뷰 기자 역
- 《성난황소》(2018년) - 의문남 부인 역
- 《그래, 가족》(2017년) - 기자 역 (우정출연)
- 《소시민》(2017년) - 명은 역
- 《황제》 (2016년)
- 《연애의 맛》(2015년) - 안공주 역
- 《아빠를 빌려드립니다》(2015년) - 막장남 부인 역
- 《이웃집 남자》(2010년) - 미스 김 역
- 《비스티 보이즈》(2008년) - 주희 역

### 드라마
- 《철수씨와 02》(MBN, 2018년) - 김동희 역
- 《아버지가 이상해》 (KBS2, 2017년)
- 《에브리데이 뉴페이스》(웹드라마, 2016년) - 혜라 역
- 《못난이 주의보》 (SBS, 2013년)
- 《대풍수》(SBS, 2012년) - 월향 역
- 《신의 퀴즈》(2010년) - 조연주 역

### 연극
- 《예수와 함께한 저녁식사》
- 《1950 결혼기념일》
- 《장군슈퍼》
- 《민초》
- 《사랑해 엄마》

## 수상
- 2012년 제30회 미스아시아 선발대회 3위
- 2012년 제30회 미스아시아 선발대회 아시아여성매력상
- 2012년 제30회 미스아시아 선발대회 포토제닉상

## 홍보대사
- 2013년 4월 부산로봇산업협회 홍보대사
- 2013년 5월 부산영화영상산업협회 홍보대사